# Jan Stawarczyk
Jan Stawarczyk (ur. 31 marca 1887 w Bukowsku, zm. 26 czerwca 1944 w Otwocku) – polski duchowny rzymskokatolicki, doktor habilitowany i licencjat, profesor uniwersytecki filologii biblijnej, hebraista, judaista, semitysta.

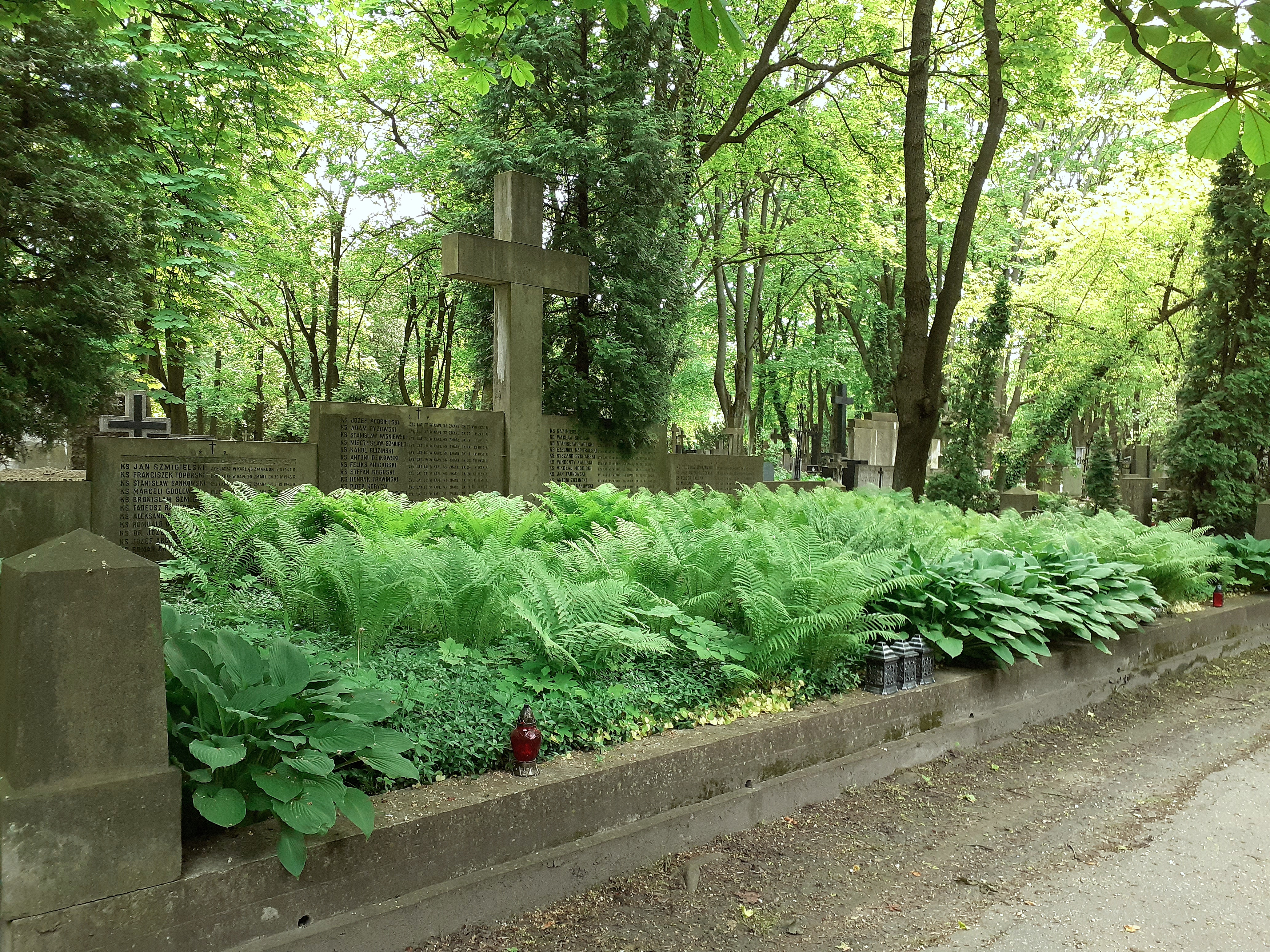
Grobowiec Jana Stawarczyka i innych księży emerytów

## Życiorys
Urodził się 31 marca 1887 w Bukowsku. Był jednym z 12 dzieci Wincentego (tamtejszy rolnik, zm. przed 1900) i Katarzyny z domu Jadwisieńczyk. Kształcił się w C. K. Gimnazjum Męskim w Sanoku, gdzie w 1902 ukończył IV klasę. W tym czasie zamieszkiwał w mieście u Marcelego Tomżyńskiego (byłego powstańca styczniowego z 1863). Naukę kontynuował w C. K. I  Gimnazjum w Przemyślu, gdzie w 1906 ukończył z odznaczeniem VIII klasę oraz z odznaczeniem zdał egzamin dojrzałości.
Ukończył studia w Seminarium Duchownym w Przemyślu. Otrzymał święcenia kapłańskie 29 czerwca 1910 i został duchownym rzymskokatolickim. Krótkotrwale pracował jako wikary w Odrzykoniu i od września do grudnia 1910 w parafii w Korczynie. Od stycznia 1911 studiował w Papieskim Instytucie Biblijnym w Rzymie, gdzie w 1914 uzyskał tytuł licencjata i profesora Pisma Świętego. W tym czasie został też mianowany kapelanem biskupim. Następnie kontynuował studia badawcze w Syrii, Egipcie, Palestynie. Po wybuchu I wojny światowej powrócił do Rzymu, a stamtąd do Galicji, gdzie do 1916 był kapelanem przy bp. J. S. Pelczarze, od 1916 do 1918 wikarym w parafii w Dębowcu u boku proboszcza ks. Zygmunta Męskiego.
Po odzyskaniu przez Polskę niepodległości od 1918 był pracownikiem naukowym na Wydziale Teologii Katolickiej Uniwersytetu Warszawskiego. W 1919 uzyskał habilitację, został docentem i prowadził wykłady języków: hebrajskiego, aramajskiego, syryjskiego, biblijnego i greckiego (Koine). W 1920 został mianowany profesorem filologii biblijnej. Zajmował się także badaniami literatury rabinistycznej, literatury neohebrajskiej, mistyką żydowską (Kabałą), zagadnieniem Mandaizmu, językiem i literaturą Karaimów. W roku akademickim 1924/1925 i 1929/1930 był członkiem Senatu UW, a w 1926/1927 pełnił stanowisko dziekana Wydziału Teologii Katolickiej. Był powoływany jako ekspert Ministerstwa Wyznań Religijnych i Oświecenia Publicznego. Pracował jako cenzor ksiąg wydawniczych w języku hebrajskim, i w języku jidisz. Należał do Polskiego Towarzystwa Orientalistycznego, Polskiego Towarzystwa Teologicznego. Zamieszkiwał przy ulicy Zajęczej w Warszawie. 
Zmarł 26 czerwca 1944 w Otwocku. Został pochowany w mogile zbiorowej księży emerytów Warszawskiej Kapituły Metropolitalnej na cmentarzu Powązkowskim w Warszawie (kw. 107–VI–23/30).
Jego siostrą była Maria, a siostrzeńcem Jan Radożycki (1911–2003, filolog klasyczny), którego wspierał po śmierci jego ojca, pokrywając koszty nauki szkolnej i uniwersyteckiej.

## Publikacje
- Chronologia ksiąg Ezdrasza i Nehemiasza
- Studia filologiczno-krytyczne z zakresu hebraiki i judaistyki (1920)[5]
- Zagadnienie mandajskie i próba jego rozwiązania (1935)[5]
- Promandaizm a powstanie gnozy (1935)[5]